# Son dernier rôle
Pour plus de détails, voir Fiche technique et Distribution.
Son dernier rôle est un film français réalisé par Jean Gourguet et sorti en 1946.

## Synopsis
Une actrice réputée, victime de problèmes cardiaques, se retire au calme. Mais son désir de la scène est le plus fort : elle revient à Paris au péril de sa vie.

## Fiche technique
- Titre : Son dernier rôle
- Réalisation : Jean Gourguet
- Scénario : Jean-Paul Le Chanois d'après la pièce de Lajos Zilahy
- Décors : Robert Dumesnil
- Photographie : Georges Million
- Son : Arthur Van den Meeren
- Montage : Emma Le Chanois
- Musique : René Sylviano
- Société de production : Services français de production
- Pays d'origine :  France
- Format : Noir et blanc  - 35 mm - 1,37:1 - Mono
- Genre : Drame
- Durée : 90 minutes
- Date de sortie : 
  - France : 24 juillet 1946

## Distribution
- Gaby Morlay : Hermine Wood
- Jean Debucourt : Le professeur Mercier
- Marcel Dalio : Ardouin
- Jean Tissier : l'hôtelier
- Georges Chamarat : le suicidé
- Germaine Charley
- Paula Dehelly
- Paul Demange
- Gabrielle Fontan
- Germaine Ledoyen
- Héléna Manson
- René Lefèvre
- Nina Myral
- Roger Vincent
- Émile Mylo